# Sabian

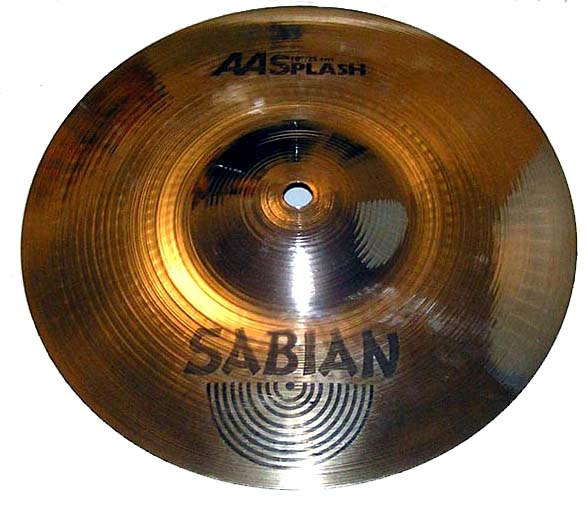
Une splash série AA de 10" de diamètre

Sabian est le deuxième fondeur (derrière Zildjian) de cymbales au monde et fabricant de percussions idiophones. La marque distribue dans 120 pays et est, depuis ses débuts en 1981, établie au Canada.

## Histoire
Sabian a été fondée en 1981 à Meductic, Nouveau-Brunswick, Canada par Robert Zildjian, fils d'Avedis Zildjian III, à la tête de la compagnie Zildjian.  En conflit avec son frère Armand, Robert quitte Zildjian pour former une compagnie rivale.
Robert a formé le mot « Sabian » à partir des deux premières lettres des prénoms de ses trois enfants, Sally, Billy et Andy. Sa compagnie fabriquait initialement deux séries de cymbales, HH et AA, à partir du traditionnel alliage de bronze. Ces deux séries sont comparables aux séries A et K de chez Zildjian.

## Cymbales
Sabian fait partie des grandes marques de cymbales à encore fabriquer leurs cymbales haut de gamme, telles que les séries AA, HH ou encore Artisan, en grande partie à la main. Ainsi, elles ont gagné une grande notoriété auprès des batteurs et percussionnistes, appréciant le son unique qui s'en dégage. Chaque cymbale faite à la main possède un son propre à elle qui est unique et impossible à reproduire à l'identique, contrairement aux cymbales plus bas de gammes faites à la chaine. 